# Eriococcus tricarinatus
Eriococcus tricarinatus är en insektsart som beskrevs av Fuller 1897. Eriococcus tricarinatus ingår i släktet Eriococcus och familjen filtsköldlöss. Inga underarter finns listade i Catalogue of Life.